# اتحاد ۱۵۸۵
سیارک ۱۵۸۵ (به انگلیسی: 1585 Union، نامگذاری:1947RG) هزار و پانصد و هشتاد و پنجمین سیارک کشف شده‌است که در ۷ سپتامبر ۱۹۴۷ کشف شد.
قدر مطلق سیارک برابر ۱۰٫۶۶ است.